# Vas-oxid-ciklus
A vas-oxid-ciklus (Fe3O4/FeO) egy vízbontással hidrogént előállító kétlépéses termokémiai körfolyamat. A vasionok azon tulajdonságán alapul, hogy a Fe3+ és a Fe2+ ionok redoxi rendszert alkotnak, részlegesen képesek egymást redukálni/oxidálni a körülményektől függően, a két forma oda- és visszaalakulásra képes.

## A folyamat leírása
A kétlépéses vízbontási folyamat két redoxireakcióból áll:
(1) M(II)Fe2(III)O4 → M(II)O + 2Fe(II)O + ½O2 (redukció)
(2) M(II)O + 2Fe(II)O + H2O → M(II)Fe2(III)O4 + H2 (oxidáció)
Ahol M lehet bármely fém a spinellcsoport tagjai közül – akár a vas maga is – de például kobalt, nikkel, mangán vagy cink vagy ezek keveréke is lehet. Az (1) lépésben endoterm redukció történik 1400 °C fölötti hőmérsékleten, a fém–vas-oxid komplex bontásakor oxigén szabadul fel. Ehhez kapcsolódóan megjegyzendő, hogy a hercinit ciklus még 1200 °C alatt is működőképes. A (2) oxidatív vízbontó lépés alacsonyabb, 1000 °C körüli hőmérsékleten történik, itt fejlődik a hidrogéngáz. A hőmérséklet biztosításához szükséges hőenergia származhat geotermikus (magma) hőforrásból, vagy fókuszált napenergia-gyűjtő rendszerből.

## Hercinit ciklus
A hagyományos vas-oxid-ciklushoz hasonlóan ebben az esetben is vas (II) és vas (III) ionok vesznek részt a redoxi folyamatokban, Ebben az esetben viszont a komplexképző fém alumínium, így a komplexbontó lépés egyszerűbb körülmények közt is végbemegy. Ekkor a folyamatok reakcióegyenletei:
(1) M(II)Fe2(III)O4 + 3Al2O3 → M(II)Al2(III)O4 + 2Fe(II)Al2(III)O4 + ½O2 (redukció)
(2) M(II)Al2(III)O4 + 2Fe(II)Al2(III)O4 + H2O → M(II)Fe2(III)O4 + 3Al2O3 + H2 (oxidáció)
A redukciós lépésben a hercinit miatt a hőmérséklet mintegy ~ 200 oC-kal alacsonyabb lehet mint a hagyományos vas-oxid-ciklusban, így alacsonyabbak a sugárzási veszteségek.

## Előnyök és hátrányok
A vas-oxid-ciklus előnyei: a vas-oxid-ciklus redukciós hőmérséklete alacsonyabb más kétlépéses folyamatéhoz képest, nincsenek illékony fémek jelen, magas hidrogéntermelő képesség, a folyamatokban szereplő fémek nem mérgezőek.
A vas-oxid-ciklus hátrányai: a redukció hőmérséklete közel van a fémkomplex (spinell) olvadáspontjához (kivéve a Hercinit ciklust, ahol ez az alumínium-oxid miatt rendkívül magas), a szilárd-gáz fázishatáron játszódó reakciók lassúak.

## Fordítás
Ez a szócikk részben vagy egészben  az   Iron oxide cycle című angol Wikipédia-szócikk ezen változatának fordításán alapul.  Az eredeti cikk szerkesztőit annak laptörténete sorolja fel. Ez a jelzés csupán a megfogalmazás eredetét és a szerzői jogokat jelzi, nem szolgál a cikkben szereplő információk forrásmegjelöléseként.